# Zagrosia (Plantae)
Zagrosia je maleni biljni rod iz porodice šparogovki. Jedini predstavnik je Zagrosia persica, koju je prvi opisao Heinrich Carl Haussknecht kao Scilla persica, da bi 1998. bila klasificirana kao zaseban rod. Ime roda je došlo po planinskom lancu Zagros, a ime vrste po Perziji (Iranu) a raširena je na području Irana, Iraka i Turske
Naraste 20 do 30 cm. visine, cvjeta od sredine do kasnog proljeća plavim cvjetovima. Voli sunčane položaje. Uzgaja se i po vrtovima kao ukrasna biljka.

## Sinonimi
- Scilla persica Hausskn.

## Vanjske poveznice
- The Plant List
- Tropicos